# Батинац
Батинац је насеље у Србији у општини Ћуприја у Поморавском округу. Према попису из 2022. било је 545 становника.

## Демографија
У насељу Батинац живи 737 пунолетних становника, а просечна старост становништва износи 46,8 година (46,2 код мушкараца и 47,3 код жена). У насељу има 223 домаћинства, а просечан број чланова по домаћинству је 3,91.
Ово насеље је углавном насељено Србима (према попису из 2002. године).
|  |

| Демографија | Демографија | Демографија |
| Година      | Становника  | Становника  |
| ----------- | ----------- | ----------- |
| 1948.       | 1.252       |             |
| 1953.       | 1.283       |             |
| 1961.       | 1.312       |             |
| 1971.       | 1.346       |             |
| 1981.       | 1.367       |             |
| 1991.       | 1.267       | 945         |
| 2002.       | 871         | 1.312       |

| Етнички састав према попису из 2002.‍ | Етнички састав према попису из 2002.‍ | Етнички састав према попису из 2002.‍ | Етнички састав према попису из 2002.‍ | Етнички састав према попису из 2002.‍ |
| ------------------------------------ | ------------------------------------ | ------------------------------------ | ------------------------------------ | ------------------------------------ |
|                                      |                                      |                                      |                                      |                                      |
| Срби                                 | Срби                                 |                                      | 567                                  | 65,09%                               |
| Власи                                | Власи                                |                                      | 236                                  | 27,09%                               |
| Румуни                               | Румуни                               |                                      | 2                                    | 0,22%                                |
| непознато                            | непознато                            |                                      | 58                                   | 6,65%                                |

| Година пописа     | 1948. | 1953. | 1961. | 1971. | 1981. | 1991. | 2002. |
| ----------------- | ----- | ----- | ----- | ----- | ----- | ----- | ----- |
| Број домаћинстава | 217   | 234   | 241   | 243   | 236   | 216   | 223   |

| Број чланова      | 1  | 2  | 3  | 4  | 5  | 6  | 7  | 8 | 9 | 10 и више | Просек |
| ----------------- | -- | -- | -- | -- | -- | -- | -- | - | - | --------- | ------ |
| Број домаћинстава | 29 | 50 | 28 | 31 | 31 | 26 | 13 | 8 | 4 | 3         | 3,91   |

| Пол    | Укупно | Неожењен/Неудата | Ожењен/Удата | Удовац/Удовица | Разведен/Разведена | Непознато |
| ------ | ------ | ---------------- | ------------ | -------------- | ------------------ | --------- |
| Мушки  | 353    | 48               | 262          | 30             | 10                 | 3         |
| Женски | 415    | 39               | 267          | 90             | 13                 | 6         |
| УКУПНО | 768    | 87               | 529          | 120            | 23                 | 9         |

| Пол    | Укупно                    | Пољопривреда, лов и шумарство | Рибарство                            | Вађење руде и камена | Прерађивачка индустрија       |
| ------ | ------------------------- | ----------------------------- | ------------------------------------ | -------------------- | ----------------------------- |
| Мушки  | 181                       | 150                           | 0                                    | 0                    | 7                             |
| Женски | 128                       | 110                           | 0                                    | 0                    | 4                             |
| УКУПНО | 309                       | 260                           | 0                                    | 0                    | 11                            |
| Пол    | Производња и снабдевање   | Грађевинарство                | Трговина                             | Хотели и ресторани   | Саобраћај, складиштење и везе |
| Мушки  | 0                         | 8                             | 4                                    | 0                    | 2                             |
| Женски | 0                         | 0                             | 2                                    | 1                    | 0                             |
| УКУПНО | 0                         | 8                             | 6                                    | 1                    | 2                             |
| Пол    | Финансијско посредовање   | Некретнине                    | Државна управа и одбрана             | Образовање           | Здравствени и социјални рад   |
| Мушки  | 0                         | 0                             | 2                                    | 0                    | 2                             |
| Женски | 0                         | 0                             | 2                                    | 1                    | 4                             |
| УКУПНО | 0                         | 0                             | 4                                    | 1                    | 6                             |
| Пол    | Остале услужне активности | Приватна домаћинства          | Екстериторијалне организације и тела | Непознато            | Непознато                     |
| Мушки  | 0                         | 0                             | 0                                    | 6                    | 6                             |
| Женски | 0                         | 0                             | 0                                    | 4                    | 4                             |
| УКУПНО | 0                         | 0                             | 0                                    | 10                   | 10                            |